# Indomarengo sarawakensis
Espèce
Indomarengo sarawakensis est une espèce d'araignées aranéomorphes de la famille des Salticidae.

## Distribution
Cette espèce se rencontre à Bornéo au Sarawak et à Java,.

## Description
Le mâle holotype mesure 3,6 mm et la femelle paratype 3,5 mm.

## Étymologie
Son nom d'espèce, composé de sarawak et du suffixe latin -ensis, « qui vit dans, qui habite », lui a été donné en référence au lieu de sa découverte, le Sarawak.

## Publication originale
- Benjamin, 2004 : Taxonomic revision and phylogenetic hypothesis for the jumping spider subfamily Ballinae (Araneae, Salticidae). Zoological Journal of the Linnean Society, vol. 142, no 1, p. 1-82.